# Йошкар-Ола (городской округ)
Го́род Йошка́р-Ола́ (луговомар. Йошкар-Ола) — административно-территориальная единица (город республиканского значения) и муниципальное образование (городской округ) в составе Республики Марий Эл Российской Федерации. Административный центр — город Йошкар-Ола.

## Географические данные
Городской округ находится в центре Республики Марий Эл и в 862 км на восток от Москвы. Полностью окружён территорией Медведевского района, в том числе граничит с Сенькинским сельским поселением на севере, Пекшиксолинским сельским поселением на северо-западе, Руэмским сельским поселением и Медведевским городским поселением на западе, Сидоровским и Куярским сельскими поселениями на юге, Знаменским, Русско-Кукморским сельскими поселениями на востоке, Кузнецовским сельским поселением на северо-востоке.
Территория городского округа составляет 101,8 км², в том числе застроенные земли — 56 км², остальное — пахотные земли, городские леса, сенокосы и пастбища, садовые товарищества.
Главная водная артерия — река Малая Кокшага. По территории городского округа также протекают притоки Малой Кокшаги: Монага, Большая Ошла, Семёновка, Нолька — и приток Большой Ошлы Шоя.

## История
Во времена Российской империи город Царевококшайск входил в состав Царевококшайского уезда Казанской губернии.
17 февраля 1919 года Царевококшайск был переименован в Краснококшайск, а Царевококшайский уезд — в Краснококшайский. 18 июня 1920 года вошёл в состав Вятской губернии. 4 ноября 1920 года принимается Декрет ВЦИК и СНК РСФСР об образовании Марийской автономной области. 25 ноября было определено административно-территориальное деление, закрепившее Краснококшайск как административный центр автономной области. 15 января 1921 года Краснококшайский уезд был переименован в Краснококшайский кантон.
В 1924 году в Марийской автономной области было введено новое административно-территориальное устройство. Краснококшайский кантон был разукрупнен, от него отделились Моркинский и Оршанский кантоны.
Для управления делами непосредственно города в 1927 году был образован городской совет, который подчинялся кантону. В январе 1928 года Краснококшайск получил название Йошкар-Ола, и кантон стал называться Йошкар-Олинским. В 1932 году кантоны были переименованы в районы.
В декабре 1943 года из Йошкар-Олинского района был выделен Медведевский. Оставшаяся часть продолжала называться Йошкар-Олинским районом. В 1946 году районные учреждения были переведены в село Семёновка, и район стал называться Семёновским. В таком виде он просуществовал до 1959 года и был объединён с Медведевским районом.
С 18 октября 1988 года до 5 июля 2005 года в состав городского округа входили Сидоровский, Кундышский, Куярский и Кокшайский сельсоветы и посёлок Аэропорт. Законом № 22-З от 5 июля 2005 года они были переданы администрациям Медведевского и Звениговского районов. В подчинении администрации городского округа остались посёлок Нолька, входивший в состав Сидоровского сельсовета и являвшийся его административным центром, и Семёновский сельсовет, переименованный позже в Семёновское территориальное управление.
По состоянию на 18 января 2008 г. в состав городского округа, помимо города Йошкар-Ола, входили следующие населённые пункты): д. Акшубино, д. Апшакбеляк, д. Данилово, д. Игнатьево, д. Кельмаково, п. Нолька, д. Савино, с. Семёновка, д. Шоя-Кузнецово, д. Якимово.
По состоянию на 2015 год посёлок Нолька включён в состав Семёновского территориального управления. Впоследствии в состав Семёновского территориального управления вошли остальные населённые пункты.

## Административное деление
В настоящее время в городской округ входят город Йошкар-Ола и Семёновское территориальное управление (бывший Семёновский сельсовет).
Семёновское территориальное управление включает в себя село Семёновка, посёлок Нолька, деревни Акшубино, Апшакбеляк, Данилово, Игнатьево, Кельмаково, Савино, Шоя-Кузнецово, Якимово.

## Население
| 2001     | 2002     | 2003     | 2004     | 2005     | 2006     | 2007     |
| -------- | -------- | -------- | -------- | -------- | -------- | -------- |
| 277 800  | ↗281 165 | ↘276 500 | ↗280 200 | ↘278 400 | ↘276 600 | ↘274 277 |
| 2008     | 2009     | 2010     | 2011     | 2012     | 2013     | 2014     |
| ↘271 797 | ↘260 460 | ↘259 256 | ↘259 154 | ↗263 506 | ↗267 746 | ↗271 224 |
| 2015     | 2016     | 2017     | 2018     | 2019     | 2020     | 2021     |
| ↗274 140 | ↗276 025 | ↗277 676 | ↗279 278 | ↗282 797 | ↗285 508 | ↗291 892 |
| 2023     | 2025     |          |          |          |          |          |
| ↗294 128 | ↗296 004 |          |          |          |          |          |

### Национальный состав
| №  |                           | Численность населения, чел. (2010) | % от всего | % от указав- ших нацио- наль- ность | Численность населения, чел. (2021) | % от всего | % от указав- ших нацио- наль- ность |
| -- | ------------------------- | ---------------------------------- | ---------- | ----------------------------------- | ---------------------------------- | ---------- | ----------------------------------- |
|    | всего                     | 259 256                            | 100,00 %   |                                     | 291 892                            | 100,00 %   |                                     |
| 1  | Русские                   | 158 556                            | 61,16 %    | 66,55 %                             | 168 649                            | 57,78 %    | 69,84 %                             |
| 2  | Марийцы                   | 61 200                             | 23,61 %    | 25,69 %                             | 57 171                             | 19,59 %    | 23,68 %                             |
| 3  | Татары                    | 10 636                             | 4,10 %     | 4,46 %                              | 7979                               | 2,73 %     | 3,30 %                              |
| 4  | Чуваши                    | 1459                               | 0,56 %     | 0,61 %                              | 983                                | 0,34 %     | 0,41 %                              |
| 5  | Украинцы                  | 2181                               | 0,84 %     | 0,92 %                              | 943                                | 0,32 %     | 0,39 %                              |
| 6  | Азербайджанцы             | 532                                | 0,21 %     | 0,22 %                              | 421                                | 0,14 %     | 0,17 %                              |
| 7  | Армяне                    | 543                                | 0,21 %     | 0,23 %                              | 417                                | 0,14 %     | 0,17 %                              |
| 8  | Таджики                   | 47                                 | 0,02 %     | 0,02 %                              | 413                                | 0,14 %     | 0,17 %                              |
| 9  | Индийцы                   | 1                                  | 0,00 %     | 0,00 %                              | 394                                | 0,13 %     | 0,16 %                              |
| 10 | Туркмены                  | 19                                 | 0,01 %     | 0,01 %                              | 286                                | 0,10 %     | 0,12 %                              |
| 11 | Удмурты                   | 274                                | 0,11 %     | 0,11 %                              | 246                                | 0,08 %     | 0,10 %                              |
| 12 | Белорусы                  | 535                                | 0,21 %     | 0,22 %                              | 243                                | 0,08 %     | 0,10 %                              |
| 13 | Мордва                    | 318                                | 0,12 %     | 0,13 %                              | 185                                | 0,06 %     | 0,08 %                              |
|    | другие                    | 2030                               | 0,78 %     | 0,85 %                              | 3150                               | 1,08 %     | 1,30 %                              |
|    | указали национальность    | 238 264                            | 91,90 %    | 100,00 %                            | 241 480                            | 82,73 %    | 100,00 %                            |
|    | не указали национальность | 20 992                             | 8,10 %     |                                     | 50 412                             | 17,27 %    |                                     |

## Состав городского округа
| №  | Населённый пункт | Тип населённого пункта        | Население |
| -- | ---------------- | ----------------------------- | --------- |
| 1  | Акшубино         | деревня                       | ↗74       |
| 2  | Апшакбеляк       | деревня                       | ↗35       |
| 3  | Данилово         | деревня                       | ↗976      |
| 4  | Игнатьево        | деревня                       | ↘134      |
| 5  | Йошкар-Ола       | город, административный центр | ↗285 219  |
| 6  | Кельмаково       | деревня                       | ↗98       |
| 7  | Нолька           | посёлок                       | ↗699      |
| 8  | Савино           | деревня                       | ↗1553     |
| 9  | Семёновка        | село                          | ↘7039     |
| 10 | Шоя-Кузнецово    | деревня                       | ↘705      |
| 11 | Якимово          | деревня                       | ↗442      |

## Комментарии
1. ↑  «Го́род Йошка́р-Ола́» (луговомар. Йошкар-Ола), муниципа́льное образова́ние «Го́род Йошка́р-Ола́» (луговомар. «Йошкар-Ола» муниципал образований[7]), городско́й о́круг «Го́род Йошка́р-Ола́» (луговомар. «Йошкар-Ола» ола округ[7])[8]